# Edmund Puczyłowski
Edmund Ryszard Puczyłowski (ur. 13 lutego 1948 w Gorczycy, zm. 19 października 2021) – polski matematyk, profesor nauk matematycznych. Specjalizował się w algebrze (w tym m.in. w teorii pierścieni). Profesor zwyczajny w Instytucie Matematyki Wydziału Matematyki, Informatyki i Mechaniki Uniwersytetu Warszawskiego (Zakład Algebry i Teorii Liczb); dyrektor Instytutu w latach 2012–2015.

## Życiorys
Studia matematyczne ukończył na Uniwersytecie Warszawskim w 1972. W latach 1972–1975 odbył na UW studia doktoranckie. W 1975 obronił pracę doktorską napisaną pod kierunkiem Adama Sulińskiego i został zatrudniony na UW jako starszy asystent, od 1977 jako adiunkt. W 1985 uzyskał stopień doktora habilitowanego, od 1986 był zatrudniony jako docent, od 1991 jako profesor nadzwyczajny. Tytuł profesora nauk matematycznych otrzymał w 1995. Był pracownikiem Wydziału Matematyki, Informatyki i Mechaniki UW, w latach 2012-2015 dyrektorem Instytutu Matematyki UW.
Pracował również w: Prywatnej Wyższej Szkole Businessu i Administracji, Politechnice Białostockiej, Wyższej Szkole Finansów i Zarządzania w Białymstoku i Wszechnicy Mazurskiej w Olecku.
Członek Polskiego Towarzystwa Matematycznego oraz rady naukowej Instytutu Matematycznego PAN. W latach 1998–2007 pełnił funkcję przewodniczącego komitetu głównego Olimpiady Matematycznej.
Swoje prace publikował w takich czasopismach jak m.in. „Proceedings of the American Mathematical Society”, „Journal of Algebra and Its Applications”, „Journal of Pure and Applied Algebra” oraz „Archiv der Mathematik”.
Zmarł 19 października 2021, pochowany na Cmentarzu Miejskim w Białymstoku